# 考卡西亞
考卡西亞是哥倫比亞的城市，位於該國西北部，由安蒂奧基亞省負責管轄，距離首府麥德林270公里，始建於1886年，面積1,411平方公里，海拔高度150米，2005年人口85,667。
7°59′N 75°12′W / 7.983°N 75.200°W